# Subconscious Terror
Subconscious Terror è il primo album in studio del gruppo musicale Benediction, pubblicato nel 1990 dalla Nuclear Blast.

## Tracce
1. Intro - Portal to Your Phobias - 02:28
2. Subconscious Terror - 03:42
3. Artefacted Irreligion - 03:20
4. Grizzled Finale - 04:02
5. Eternal Eclipse - 03:41
6. Experimental Stage - 03:41
7. Suspended Animation - 03:36
8. Divine Ultimatum - 04:58
9. Spit Forth the Dead - 04:45
10. Confess All Goodness - 03:54

## Formazione
- Mark "Barney" Greenway - voce
- Paul Adams - basso
- Peter Rew - chitarra
- Darren Brookes - chitarra
- Ian Treacy - batteria